# Čas nostalgie
Čas nostalgie (v originále Daddy nostalgie) je francouzský hraný film z roku 1990, který režíroval Bertrand Tavernier podle vlastního scénáře. Snímek měl světovou premiéru dne 5. září 1990.

## Děj
Caroline, scenáristka irského původu, se vydává do malého přímořského městečka v departementu Var, aby navštívila svého otce v nemocnici. Stráví několik dní s rodiči a vytvoří si pouto s otcem, který v jejím mládí příliš často chyběl.

## Obsazení
| Jane Birkinová      | Caroline    |
| Dirk Bogarde        | Daddy       |
| Odette Laure        | Miche       |
| Emmanuelle Bataille | Juliette    |
| Charlotte Kady      | Barbara     |
| Louis Ducreux       | muž v metru |

## Ocenění
- Filmový festival ve Valladolidu: nejlepší herec (Dirk Bogarde)
- César: nominace na nejlepší herečku ve vedlejší roli (Odette Laure)